# ゲーマーが妖怪退治やってみた!
『ゲーマーが妖怪退治やってみた！』（ゲーマーがようかいたいじやってみた！）は、小松清太郎による日本の漫画作品。『ミラコロコミック』（小学館）2022年春号（『別冊コロコロコミック』2022年6月号）に掲載され、読者参加型まんが賞レースの「ミラコログランプリ」で歴代獲得票数1位となり、『月刊コロコロコミック』（同社）にて2022年9月号に読み切りを掲載後、2023年5月号より連載されている。プロゲーマーを目指す主人公が、ゲームで妖怪を退治するストーリー。

## 登場人物
西京 芸麻（さいきょう げいま）
本作の主人公。プロゲーマーを目指している。
刀堂 巫女（とうどう みこ）
妖怪退治屋。
刀堂 神（とうどう ジン）
巫女の兄で、妖怪退治屋。
弓城 姫姫（ゆみしろ キキ）
弓使い。

## 制作背景
作者の小松清太郎は子どものころからアニメが好きで、小学2年のころまではアニメの仕事に就きたいと考えるほどであったため、放送される深夜アニメを基本的にほぼすべてチェックし、そこでトレンドやヒット作品をインプットしている。小松は「作品を載せる場所と、読者が求められているものをチェック」して、「子どもたちには、ゲーム実況者やプロゲーマーが大人気」であるが『コロコロ』には「プロゲーマーを目指す主人公」が不在であったことから、本作を考案している。

## 他作品との関連
コンピュータゲーム『御伽活劇 豆狸のバケル 〜オラクル祭太郎の祭難!!〜』にて、本作の主人公である西京芸麻を模したお面が配布された。

## 反響
巫女のキャラクターの絵が、X（旧Twitter）で反響を得た。

## 書誌情報
- 小松清太郎『ゲーマーが妖怪退治やってみた！』小学館〈コロコロコミックス〉、既刊5巻（2025年3月28日現在）
  1. 2023年8月28日発売[4]、ISBN 978-4-09-143638-2
  2. 2024年1月26日発売[5]、ISBN 978-4-09-143678-8
  3. 2024年5月28日発売[6]、ISBN 978-4-09-143719-8
  4. 2024年10月28日発売[9]、ISBN 978-4-09-149814-4
  5. 2025年3月28日発売[10]、ISBN 978-4-09-154011-9